# Archive (film)
Archive (cu sensul de Arhiva) este un film științifico-fantastic din 2020, scris și regizat de Gavin Rothery în debutul său regizoral. În rolurile principale joacă Theo James, Stacy Martin, Rhona Mitra, Peter Ferdinando și Toby Jones. Are loc într-un viitor distopic din 2038. Filmul prezintă un om de știință care încearcă să avanseze inteligența artificială cu un pas mai departe decât ființele umane, în timp ce își aduce soția înapoi din morți. 
Filmul a fost inițial programat să aibă premiera la South by Southwest în martie 2020, dar a fost anulat din cauza pandemiei de coronaviroză (COVID-19). În schimb, a fost lansat digital cu proiecții limitate în cinematografele din Statele Unite ale Americii la 10 iulie 2020.

## Distribuție
- Theo James - George Almore
- Stacy Martin - Jules Almore/J3, soția presupus decedată a lui George 
  - Martin interpretează și vocea robotului J2
- Rhona Mitra - Simone, VP of Internal Development at Artisan Robotics
- Peter Ferdinando - domnul Tagg
- Richard Glover - Melvin, asociat al lui Vincent Sinclair
- Hans Peterson - Elson
- Lia Williams - sistem vocal al casei lui George
- Toby Jones - Vincent Sinclair, un producător executiv al companiei Archive

## Producție
La 14 mai 2017, a fost anunțat conceptul și că artistul grafic Gavin Rothery, care a colaborat cu Duncan Jones la primul său lungmetraj, Moon, va scrie și va regiza Archive cu Theo James în rolul principal. La 31 octombrie 2018, Philip Herd și Cora Helfrey de la Independent s-au alăturat ca producători ai proiectului, Stacy Martin a fost distribuit în film, jucând alături de Theo James. James și-a adus și propria casă de producție, Untapped și este producător alături de Andrew D. Corkin. Vertical Entertainment a cumpărat ulterior drepturile de distribuție pentru SUA, drepturile internaționale fiind în prezent puse la vânzare.
Filmările principale au început în Ungaria la sfârșitul lunii octombrie 2018 și s-au încheiat în februarie 2019. Laurie Rose a fost director de imagine.

## Lansare
Filmul a fost lansat la 10 iulie 2020 pe platformele de streaming digital de către Vertical Entertainment, după ce nu a mai avut premiera în martie 2020 la South by Southwest, care a fost anulat din cauza pandemiei COVID-19 în curs. Proiecții limitate au fost, de asemenea, disponibile în diferite cinematografe din SUA. 

### Răspuns critic
Pe site-ul Rotten Tomatoes, Archive are un rating de 71% pe baza a 14 recenzii. Pe Metacritic, filmul are un scor mediu de 65 din 100, bazat pe 5 critici, indicând „recenzii în general favorabile”.

## Legături externe
- Archive la Internet Movie Database
- Archive la Rotten Tomatoes